# Roger Sjöström
Roger Sjöström, född 1953 i Sundsvall, progressiv visdiktare. Han har släppt två skivor i egen produktion; En grafitarbetares visor från 2001 samt Med hjärtat till vänster från 2008. Den första skivan innehåller flera låtar som utspelar sig på Superior Graphite, Stockviksverken.
Roger Sjöström utmärker sig med sin starka, varma röst och sina klart politiska texter som, enligt honom själv, är tillägnade "alla arbetande människor som med möda, svett och umbäranden sliter för en människovärdig tillvaro". I mars 2008 tilldelades han IF Metall Mellersta Norrlands kulturpris för sin visdiktning.
I november 2017 kom Den Tredje Skivan, arrangerad och producerad av Bernt Andersson och Michael Thorén på Studio Fabriken i Göteborg.

## Diskografi
- En grafitarbetares visor (2001)
- med hjärtat till vänster (2008)
- Den Tredje Skivan (2017)